# Mistrovství Evropy v atletice 2010

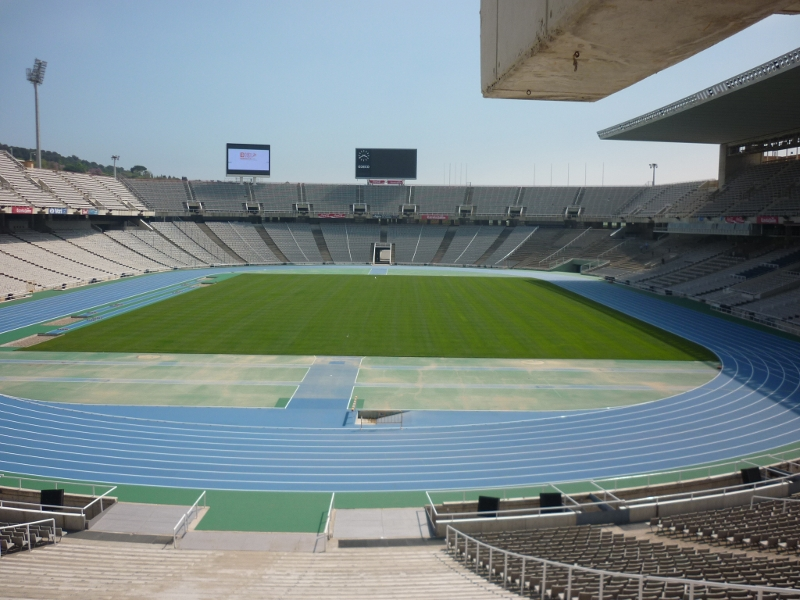
Estadi Olímpic Lluís Companys v Barceloně

20. mistrovství Evropy v atletice se uskutečnilo ve dnech 27. července – 1. srpna 2010 ve španělské Barceloně na olympijském stadionu Estadi Olímpic Lluís Companys, na kterém se konaly mj. letní olympijské hry v roce 1992. Výjimku tvořil maratonský běh a chodecké disciplíny, které probíhaly v centru města.
Slavnostní zahájení se uskutečnilo v pondělí 26. července. Českým vlajkonošem byl překážkář Petr Svoboda. Prvním potrestaným atletem se stal v lednu roku 2011 Španěl José Luis Blanco, který kvůli dopingu přišel o bronzovou medaili ze steeplu a byl potrestán dvouletým zákazem činnosti. Z dopingu byla nařčena také vítězka maratonu Živilė Balčiūnaitė z Litvy. Pro nedostatek důkazů však nejprve potrestána nebyla a zlato ji zůstalo. I litevská vytrvalkyně však nakonec dostala dvouletý zákaz startů a titul mistryně Evropy dodatečně získala Ruska Julamanovová.
Vrátit zlatou medaili musela také ruská půlkařka Marija Savinovová. V únoru roku 2017 bylo sděleno, že jí byl udělen 4letý zákaz činnosti, a to zpětně běžící od roku 2015, a musí navrátit všechny získané medaile z MS 2011 i 2013, ME 2010 a LOH v Londýně 2012. Prvenství v závodu na 800 metrů žen tak patří nizozemské závodnici Yvonne Hakové.
Diskvalifikována byla také ruská chodkyně Kaniskinová, titul mistryně Evropy v chůzi na 20 kilometrů tak připadl její krajance Kirďapkinové. Obdobná situace nastala také v závodě mužů na stejné trati.

## Přípravy a program
O pořadatelství rozhodla dne 29. dubna 2006 evropská atletická asociace v Göteborgu. Stadion prošel rekonstrukcí a byla zde položena nová dráha Mondotrack FTX modré barvy. Stejný povrch byl použit již na stadionu Ptačí hnízdo na Letních olympijských hrách 2008 v Pekingu.
Na programu bylo celkově 47 disciplín (24 mužských a 23 ženských). O medaile bojovalo 1 370 atletů (761 mužů a 609 žen) z 50 evropských států. Jedná se o poslední šampionát, který se koná ve čtyřletém cyklu. Následný ročník se bude konat v Helsinkách již v roce 2012. Na programu však nebude maraton a chodecké disciplíny, které se uskuteční až na ME 2014 ve švýcarském Curychu.
Televizní přenosy zajišťovala místní televize Televisión Española (TVE), která nasadila v průběhu mistrovství celkem 107 kamer. Vysílalo se ve formátu High Definition. Maskotem šampionátu se stala postavička s názvem Barni, jehož autorem je Quim Guixá, který vytvořil také maskota olympiády 1992 (Cobi) a mistrovství světa v atletice 1999 (Giraldillo) v Seville.

## Česká účast
Mistrovství se zúčastnilo 41 českých atletů (19 mužů a 22 žen). Limit splnil také junior Miroslav Burian (běh na 800 m), ten však dal přednost startu na juniorském mistrovství světa v kanadském Monctonu.

## Program
| H | Rozběhy | Q | Kvalifikace | ½ | Semifinále | F | Finále |

| Datum         | 27.7. | 27.7. | 28.7. | 28.7. | 28.7. | 29.7. | 29.7. | 30.7. | 30.7. | 30.7. | 31.7. | 31.7. | 1.8. | 1.8. |
| Disciplína ↓  | D     | V     | D     | V     | V     | D     | V     | D     | V     | V     | D     | V     | D    | V    |
| ------------- | ----- | ----- | ----- | ----- | ----- | ----- | ----- | ----- | ----- | ----- | ----- | ----- | ---- | ---- |
| 100 m         | H     | H     |       | ½     | F     |       |       |       |       |       |       |       |      |      |
| 200 m         |       |       |       |       |       | H     | ½     |       | F     | F     |       |       |      |      |
| 400 m         | H     |       |       | ½     | ½     |       |       |       | F     | F     |       |       |      |      |
| 800 m         |       |       | H     |       |       |       | ½     |       |       |       |       | F     |      |      |
| 1500 m        |       |       |       | H     | H     |       |       |       | F     | F     |       |       |      |      |
| 5000 m        |       |       |       |       |       |       | H     |       |       |       |       | F     |      |      |
| 10 000 m      |       | F     |       |       |       |       |       |       |       |       |       |       |      |      |
| Maraton       |       |       |       |       |       |       |       |       |       |       |       |       | F    |      |
| 110 m př.     |       |       |       |       |       | H     |       |       | ½     | F     |       |       |      |      |
| 400 m př.     |       |       | H     |       |       |       | ½     |       |       |       |       | F     |      |      |
| 3000 m př.    |       |       |       |       |       |       |       | H     |       |       |       |       |      | F    |
| 4 × 100 m     |       |       |       |       |       |       |       |       |       |       | Q     |       |      | F    |
| 4 × 400 m     |       |       |       |       |       |       |       |       |       |       | Q     |       |      | F    |
| 20 km chůze   | F     |       |       |       |       |       |       |       |       |       |       |       |      |      |
| 50 km chůze   |       |       |       |       |       |       |       | F     |       |       |       |       |      |      |
| Skok daleký   |       |       |       |       |       |       |       |       | Q     | Q     |       |       |      | F    |
| Trojskok      |       | Q     |       |       |       |       | F     |       |       |       |       |       |      |      |
| Skok do výšky |       | Q     |       |       |       |       | F     |       |       |       |       |       |      |      |
| Skok o tyči   |       |       |       |       |       | Q     |       |       |       |       |       | F     |      |      |
| Vrh koulí     |       |       |       |       |       |       |       | Q     |       |       |       | F     |      |      |
| Hod diskem    |       |       |       |       |       |       |       |       |       |       | Q     |       |      | F    |
| Hod kladivem  | Q     |       |       | F     | F     |       |       |       |       |       |       |       |      |      |
| Hod oštěpem   |       |       |       |       |       |       |       | Q     |       |       |       | F     |      |      |
| Desetiboj     |       |       | F     | F     | F     | F     | F     |       |       |       |       |       |      |      |

| Datum         | 27.7. | 27.7. | 28.7. | 28.7. | 29.7. | 29.7. | 29.7. | 30.7. | 30.7. | 31.7. | 31.7. | 31.7. | 1.8. | 1.8. |
| Disciplína ↓  | D     | V     | D     | V     | D     | V     | V     | D     | V     | D     | V     | V     | D    | V    |
| ------------- | ----- | ----- | ----- | ----- | ----- | ----- | ----- | ----- | ----- | ----- | ----- | ----- | ---- | ---- |
| 100 m         |       |       | H     |       |       | ½     | F     |       |       |       |       |       |      |      |
| 200 m         |       |       |       |       |       |       |       | H     | ½     |       | F     | F     |      |      |
| 400 m         |       | H     |       | ½     |       |       |       |       | F     |       |       |       |      |      |
| 800 m         | H     |       |       | ½     |       |       |       |       | F     |       |       |       |      |      |
| 1500 m        |       |       |       |       | H     |       |       |       | ½     |       |       |       |      | F    |
| 5000 m        |       |       |       |       |       |       |       | H     |       |       |       |       |      | F    |
| 10 000 m      |       |       |       | F     |       |       |       |       |       |       |       |       |      |      |
| Maraton       |       |       |       |       |       |       |       |       |       | F     |       |       |      |      |
| 100 m př.     |       |       |       |       |       |       |       | H     |       |       | ½     | F     |      |      |
| 400 m př.     | H     |       |       | ½     |       |       |       |       | F     |       |       |       |      |      |
| 3000 m př.    |       |       | H     |       |       |       |       |       | F     |       |       |       |      |      |
| 4 × 100 m     |       |       |       |       |       |       |       |       |       | Q     |       |       |      | F    |
| 4 × 400 m     |       |       |       |       |       |       |       |       |       | Q     |       |       |      | F    |
| 20 km chůze   |       |       | F     |       |       |       |       |       |       |       |       |       |      |      |
| -             |       |       |       |       |       |       |       |       |       |       |       |       |      |      |
| Skok daleký   | Q     |       |       | F     |       |       |       |       |       |       |       |       |      |      |
| Trojskok      |       |       |       |       | Q     |       |       |       |       |       | F     | F     |      |      |
| Skok do výšky |       |       |       |       |       |       |       | Q     |       |       |       |       |      | F    |
| Skok o tyči   |       |       | Q     |       |       |       |       |       | F     |       |       |       |      |      |
| Vrh koulí     | Q     | F     |       |       |       |       |       |       |       |       |       |       |      |      |
| Hod diskem    | Q     |       |       | F     |       |       |       |       |       |       |       |       |      |      |
| Hod kladivem  |       |       | Q     |       |       |       |       |       | F     |       |       |       |      |      |
| Hod oštěpem   |       | Q     |       |       |       | F     | F     |       |       |       |       |       |      |      |
| Sedmiboj      |       |       |       |       |       |       |       | F     | F     | F     | F     | F     |      |      |

## Medailisté

### Muži
| Soutěž            | Zlato                                                                                      | Stříbro                                                                               | Bronz                                                                             |
| ----------------- | ------------------------------------------------------------------------------------------ | ------------------------------------------------------------------------------------- | --------------------------------------------------------------------------------- |
| 100 m             | Christophe Lemaitre 10,11                                                                  | Mark Lewis-Francis 10,18                                                              | Martial Mbandjock 10,18                                                           |
| 200 m             | Christophe Lemaitre 20,37                                                                  | Christian Malcolm 20,38                                                               | Martial Mbandjock 20,42                                                           |
| 400 m             | Kévin Borlée 45,08                                                                         | Michael Bingham 45,23                                                                 | Martyn Rooney 45,23                                                               |
| 800 m             | Marcin Lewandowski 1:47,07                                                                 | Michael Rimmer 1:47,17                                                                | Adam Kszczot 1:47,22                                                              |
| 1500 m            | Arturo Casado 3:42,74                                                                      | Carsten Schlangen 3:43,52                                                             | Manuel Olmedo 3:43,54                                                             |
| 5000 m            | Mohamed Farah 13:31,18                                                                     | Jesús España 13:33,12                                                                 | Hayle Ibrahimov 13:34,15                                                          |
| 10 000 m          | Mohamed Farah 28:24,99                                                                     | Chris Thompson 28:27,33                                                               | Daniele Meucci 28:27,33                                                           |
| Maraton           | Viktor Röthlin 2.15:31                                                                     | José Manuel Martínez 2.17:50                                                          | Dmitrij Safronov 2.18:16                                                          |
| 110 m překážek    | Andy Turner 13,28                                                                          | Garfield Darien 13,34                                                                 | Dániel Kiss 13,39                                                                 |
| 400 m překážek    | David Greene 48,12                                                                         | Rhys Williams 48,96                                                                   | Stanislav Melnykov 49,09                                                          |
| 3000 m překážek   | Mahiedine Mekhissi-Benabbad 8:07,87                                                        | Bouabdellah Tahri 8:09,28                                                             | Ion Lučjanov 8:19,64                                                              |
| Štafeta 4 × 100 m | Francie 38,11 Jimmy Vicaut Christophe Lemaitre Pierre-Alexis Pessonneaux Martial Mbandjock | Itálie 38,17 Roberto Donati Simone Collio Emanuele di Gregorio Maurizio Checcucci     | Německo 38,44 Tobias Unger Marius Broening Alexander Kosenkow Martin Keller       |
| Štafeta 4 × 400 m | Rusko 3:02,14 Maxim Dyldin Alexej Aksjonov Vladimir Krasnov Pavel Trenichin                | Spojené království 3:02,25 Conrad Williams Michael Bingham Martyn Rooney Robert Tobin | Belgie 3:02,60 Arnaud Destatte Kévin Borlée Cédric Van Branteghem Jonathan Borlée |
| Chůze na 20 km    | Alex Schwazer 1.20:38                                                                      | João Vieira 1.20:49                                                                   | Robert Heffernan 1.21:00                                                          |
| Chůze na 50 km    | Yohann Diniz 3.40:37                                                                       | Grzegorz Sudoł 3.42:24                                                                | Sergej Bakulin 3.43:26                                                            |
| Skok do výšky     | Alexandr Šustov 2,33 m                                                                     | Ivan Uchov 2,31 m                                                                     | Martyn Bernard 2,29 m                                                             |
| Skok o tyči       | Renaud Lavillenie 5,85 m                                                                   | Maksym Mazuryk 5,80 m                                                                 | Przemysław Czerwiński 5,75 m                                                      |
| Skok daleký       | Christian Reif 8,47 m                                                                      | Kafétien Gomis 8,24 m                                                                 | Chris Tomlinson 8,23 m                                                            |
| Trojskok          | Phillips Idowu 17,81 m                                                                     | Marian Oprea 17,51 m                                                                  | Teddy Tamgho 17,45 m                                                              |
| Vrh koulí         | Tomasz Majewski 21,00 m                                                                    | Ralf Bartels 20,93 m                                                                  | Māris Urtāns 20,72 m                                                              |
| Hod diskem        | Piotr Małachowski 68,87 m                                                                  | Robert Harting 68,47 m                                                                | Róbert Fazekas 66,43 m                                                            |
| Hod kladivem      | Libor Charfreitag 80,02 m                                                                  | Nicola Vizzoni 79,12 m                                                                | Krisztián Pars 79,06 m                                                            |
| Hod oštěpem       | Andreas Thorkildsen 88,37 m                                                                | Matthias de Zordo 87,81 m                                                             | Tero Pitkämäki 86,67 m                                                            |
| Desetiboj         | Romain Barras 8 453 bodů                                                                   | Eelco Sintnicolaas 8 436 bodů                                                         | Andrej Kravčenko 8 370 bodů                                                       |

### Ženy
| Soutěž            | Zlato                                                                                         | Stříbro                                                                                                  | Bronz                                                                                |
| ----------------- | --------------------------------------------------------------------------------------------- | --- | ------------------------------------------------------------------------------------ |
| 100 m             | Verena Sailerová 11,10                                                                        | Véronique Mangová 11,11                                                                                  | Myriam Soumaréová 11,18                                                              |
| 200 m             | Myriam Soumaréová 22,32                                                                       | Jelizaveta Bryzginová 22,44                                                                              | Alexandra Fedorivová 22,44                                                           |
| 400 m             | Xenija Ustalovová 49,92                                                                       | Antonina Krivošapková 50,10                                                                              | Libania Grenotová 50,43                                                              |
| 800 m             | Yvonne Haková 1:58,85                                                                         | Jennifer Meadowsová 1:59,39                                                                              | Lucia Klocová 1:59,48                                                                |
| 1500 m            | Nuria Fernándezová 4:00,20                                                                    | Hind Dehibaová 4:01,17                                                                                   | Natalia Rodríguezová 4:01,30                                                         |
| 5000 m            | Elvan Abeylegesseová 14:54,44                                                                 | Sara Moreirová 14:54,71                                                                                  | Jéssica Augustová 14.58,47                                                           |
| 10 000 m          | Elvan Abeylegesseová 31:10,23                                                                 | Jéssica Augustová 31:25,77                                                                               | Hilda Kibetová 31:36,90                                                              |
| Maraton           | Anna Incertiová 2.32:48                                                                       | Taťjana Filonjuková 2.33:57                                                                              | Isabellah Anderssonová 2:34:43                                                       |
| 100 m překážek    | Nevin Yanitová 12,63                                                                          | Derval O'Rourkeová 12,65                                                                                 | Carolin Nytraová 12,68                                                               |
| 400 m překážek    | Natalja Anťuchová 52,92                                                                       | Vanja Stambolovová 53,82                                                                                 | Perri Shakesová-Draytonová 54,18                                                     |
| 3000 m překážek   | Julija Zarudněvová 9:17,57                                                                    | Hatti Deanová 9:30,19                                                                                    | Wioletta Frankiewiczová 9:34,13                                                      |
| Štafeta 4 × 100 m | Ukrajina 42,29 Olesja Povchová Natalija Pohrebnjaková Marija Rjemjeňová Jelizaveta Bryzginová | Francie 42,45 Myriam Soumaréová Véronique Mangová Lina Jacques-Sébastienová Christine Arronová           | Polsko 42,68 Marika Popowiczová Daria Korczyńská Marta Jeschkeová Weronika Wedlerová |
| Štafeta 4 × 400 m | Německo 3:24,07 Fabienne Kohlmannová Esther Cremerová Janin Lindenbergová Claudia Hoffmannová | Spojené království 3:24,32 Nicola Sandersová Marilyn Okorová Lee McConnellová Perri Shakesová-Draytonová | Itálie 3:25,71 Chiara Bazzoniová Marta Milani Maria Enrica Spacca Libania Grenotová  |
| Chůze na 20 km    | Anisja Kirďapkinová 1.28:55                                                                   | Věra Sokolovová 1.29:32                                                                                  | Melania Seegerová 1.29:43                                                            |
| Skok do výšky     | Blanka Vlašičová 2,03 m                                                                       | Emma Greenová 2,01 m                                                                                     | Ariane Friedrichová 2,01 m                                                           |
| Skok o tyči       | Světlana Feofanovová 4,75 m                                                                   | Silke Spiegelburgová 4,65 m                                                                              | Lisa Ryzihová 4,65 m                                                                 |
| Skok daleký       | Ineta Radevičová 6,92 m                                                                       | Naide Gomesová 6,92 m                                                                                    | Olga Kučerenková 6,84 m                                                              |
| Trojskok          | Olga Saladuchová 14,81 m                                                                      | Simona La Mantiaová 14,56 m                                                                              | Světlana Bolšakovová 14,55 m                                                         |
| Vrh koulí         | Anna Avdějevová 19,39 m                                                                       | Janina Karolčiková 19,29 m                                                                               | Olga Ivanova 19,02 m                                                                 |
| Hod diskem        | Sandra Perkovićová 64,67 m                                                                    | Nicoleta Grasuová 63,48 m                                                                                | Joanna Wiśniewská 62,37 m                                                            |
| Hod kladivem      | Betty Heidlerová 76,38 m                                                                      | Taťjana Lysenková 75,65 m                                                                                | Anita Włodarczyková 73,56 m                                                          |
| Hod oštěpem       | Linda Stahlová 66,81 m                                                                        | Christina Obergföllová 65,58 m                                                                           | Barbora Špotáková 65,36 m                                                            |
| Sedmiboj          | Jessica Ennisová 6 823 bodů                                                                   | Natalija Dobrynská 6 778 bodů                                                                            | Jennifer Oeserová 6 683 bodů                                                         |

## Medailové pořadí

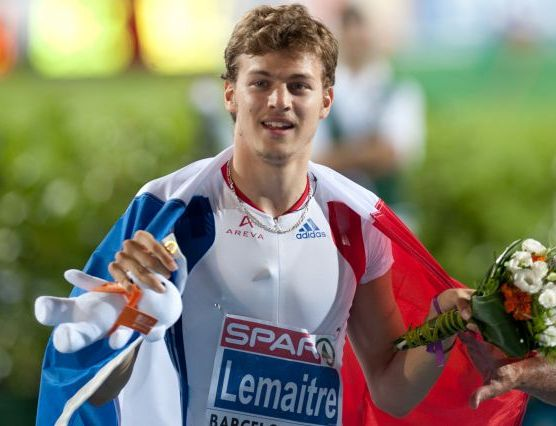
Christophe Lemaitre – vítěz běhu na 100 i 200 m

| Umístění | Stát               | Zlato | Stříbro | Bronz | Celkem |
| -------- | ------------------ | ----- | ------- | ----- | ------ |
| 1.       | Rusko              | 10    | 5       | 8     | 23     |
| 2.       | Francie            | 8     | 6       | 4     | 18     |
| 3.       | Spojené království | 6     | 7       | 6     | 19     |
| 4.       | Německo            | 4     | 6       | 6     | 16     |
| 5.       | Turecko            | 3     | 1       | 0     | 4      |
| 6.       | Španělsko          | 2     | 3       | 2     | 7      |
| 6.       | Ukrajina           | 2     | 3       | 2     | 7      |
| 8.       | Polsko             | 2     | 2       | 5     | 9      |
| 9.       | Bělorusko          | 2     | 1       | 1     | 4      |
| 10.      | Chorvatsko         | 2     | 0       | 0     | 2      |
| 11.      | Belgie             | 1     | 0       | 2     | 3      |
| 12.      | Lotyšsko           | 1     | 0       | 0     | 1      |
| 12.      | Norsko             | 1     | 0       | 0     | 1      |
| 12.      | Slovensko          | 1     | 0       | 1     | 2      |
| 12.      | Švýcarsko          | 1     | 0       | 0     | 1      |
| 16.      | Itálie             | 0     | 5       | 1     | 6      |
| 17.      | Nizozemsko         | 1     | 1       | 0     | 2      |
| 17.      | Rumunsko           | 0     | 2       | 0     | 2      |
| 19.      | Portugalsko        | 0     | 1       | 3     | 4      |
| 20.      | Bulharsko          | 0     | 1       | 0     | 1      |
| 20.      | Irsko              | 0     | 1       | 0     | 1      |
| 20.      | Švédsko            | 0     | 1       | 0     | 1      |
| 23.      | Maďarsko           | 0     | 0       | 3     | 3      |
| 24.      | Ázerbájdžán        | 0     | 0       | 1     | 1      |
| 24.      | Česko              | 0     | 0       | 1     | 1      |
| 24.      | Finsko             | 0     | 0       | 1     | 1      |
| 24.      | Moldavsko          | 0     | 0       | 1     | 1      |

## Zúčastněné země
(v závorkách uvedeny počty vyslaných sportovců)
| - Albánie (2) - Andorra (6) - Arménie (3) - Ázerbájdžán (5) - Belgie (32) - Bělorusko (42) - Bosna a Hercegovina (2) - Bulharsko (17) - Černá Hora (2) - Česko (41) - Dánsko (15) - Estonsko (17) - Finsko (39) - Francie (53) - Gibraltar (1) - Gruzie (2) - Chorvatsko (12) | - Irsko (30) - Island (6) - Itálie (72) - Izrael (16) - Kypr (10) - Lichtenštejnsko (1) - Litva (25) - Lotyšsko (23) - Lucembursko (1) - Maďarsko (23) - Makedonie (2) - Malta (2) - Moldavsko (6) - Monako (1) - Německo (73) - Nizozemsko (36) - Norsko (38) | - Polsko (71) - Portugalsko (42) - Rakousko (15) - Rumunsko (33) - Rusko (106) - Řecko (33) - San Marino (2) - Slovensko (19) - Slovinsko (33) - Srbsko (12) - Španělsko (88) - Švédsko (41) - Švýcarsko (22) - Turecko (20) - Ukrajina (62) - Spojené království (72) |